# Isola di Graham Bell
L'isola di Graham Bell (in russo Остров Греэм-Белл, ostrov Greėm-Bell) è un'isola disabitata russa che fa parte dell'arcipelago della Terra di Francesco Giuseppe, nell'Oceano Artico; è una delle più grandi isole del gruppo ed è la più orientale. Il punto più alto dell'isola raggiunge i 509 m.
L'isola si trova ad est della Terra di Wilczek, separata da quest'ultima dal canale di Morgan (Пролив Моргана, Proliv Morgana). Capo Kol'zat, il suo estremo punto orientale (81°14′N 65°10′E) è il punto più ad est di tutto l'arcipelago.

## Storia
L'isola ha preso il nome dell'inventore Alexander Graham Bell e non deve essere confusa con la più piccola isola di Bell anch'essa parte dello stesso arcipelago.
L'isola di Graham Bell era sede di un avamposto durante la guerra fredda con il suo campo di aviazione all'estremità nord-est dell'isola (81°09′N 64°17′E), il più grande aeroporto dell'arcipelago con una pista di 2.100 m. Cargo russo e aerei da combattimento hanno regolarmente atterrato qui dal 1950. La pista era utilizzabile solo per 8 mesi con un terreno alquanto congelato. Prima che fosse chiuso è stato utilizzato anche per viaggi in elicottero per turisti intorno alla Russia artica per sosta e base di rifornimento. La base è stata chiusa completamente nel 1994. Oggi è inutilizzata e sta cadendo in rovina.

## Isole adiacenti
- Isola di Perlamutrovyj, o Isola della madreperla, (in russo Остров Перламутровый) si trova al largo della costa sud-orientale (80°39′57.79″N 63°37′47.41″E). Di forma circolare, ha un diametro di circa 1,5 km, un'altezza massima di 22 m ed è interamente coperta dal ghiaccio.
- Isola di Trëhlučevoj (in russo: Остров Трёхлучевой, in italiano "triplice") sulla costa occidentale (80°56′54.98″N 63°05′44.26″E); è lunga circa 3 km ed ha una forma triangolare, deve il suo nome appunto alla sua conformazione.
- La costa settentrionale dell'isola di Graham Bell è circondata da gruppi di isolotti molto piccoli.